# نجاة الظاهري
نجاة الظاهري- شاعرة إماراتية، مواليد العين 1983م، عضو "اتحاد كتاب وادباء الإمارات"، صدرت لها مجموعة من الدواوين الشعرية مثل:
جموح، غيمة مستعملة، وديوان صدى مؤقت، الذي حصلت من خلاله على المركز الثاني في " جائزة الشارقة الثقافية للمرأة الخليجية" عام 2018م.

## الحياة العملية
نجاة الظاهري حاصلة على بكالوريوس في اللغة العربية وآدابها من كلية العلوم الانسانية والاجتماعية- جامعة الإمارات عام 2008م، عضو أتحاد كتاب وأدباء الإمارات، عملت كسكرتيرة تنفيذية لفرع أبو ظبي لأتحاد كتاب وأدباء الإمارات منذ عام 2022م حتى 2024. وهي أيضًا مشرفة على المشروع الأدبي "قلم جامعي" التابع لإدارة الأنشطة والريادة الطلابية بجامعة الإمارات العربية المتحدة منذ عام 2009 حتى 2018. تتميز الظاهري بكتابة الشعر العامي والفصيح العمودي و قصيدة التفعيلة.

## الدواوين والأمسيات الشعرية
الظاهرى لها مجموعة من الدواوين الشعرية متمثلة في الآتي:
- جموح- صادر عن مبادرة ابداعات شابة التابعة لوزارة الثقافة عام 2009م.
- عزلة - صادر عن مبادرة أحمد محمد عبيد لرعاية الثقافة في الإمارات عام 2010م.
- الحلم البحر - صادر عن مشروع قلم التابع لدائرة ابو ظبي الثقافية والسياحية عام 2010م.
- قراءة في نقوش الرخام- صادر عن دار جميرا للنشر والتوزيع عام 2014م.
- ح. ب: أنت - صادر عن دار مداد للنشر والتوزيع ، عام 2014م.
- غيمة مستعملة - صادر عن اتحاد كتاب وأدباء الإمارات بالتعاون مع مجموعة ابو ظبي للثقافة والفنون عام 2020م
- الغاسق - صادر عن منشورات غاف عام 2023م.
- ديوان علق - عن منشورات غاف 2024م.

كما أن الظاهري شاركت في العديد من الأمسيات الشعرية سواء داخل الإمارات أم خارجها، ومنها المشاركة في أيام الشارقة في مدريد عام 2019م، المشاركة في أمسية شعرية أحتفالية باختيار نزوى عاصمة للثقافة الإسلامية عام 2015م، المشاركة في أمسية أحتفالية باليوم الوطني في الرياض 2018م.

## الجوائز
حصلت الظاهري على العديد من الجوائز، منها
- المركز الثاني في مسابقة الشعر الفصيح في جائزة الشيخ حميد بن راشد للثقافة والعلوم عام 2008م.
- المركز الثاني في مسابقة الشعر الفصيح في جائزة الشيخ حميد بن راشد للثقافة والعلوم عام 2014م.
- المركز الثاني في مسابقة أمير الشعراء في موسمه العاشر 2023م
- جائزة أفضل كتاب إماراتي لمؤلف إماراتي فئة الابداع الأدبي عن ديوان الغاسق، ضمن جوائز معرض الشارقة الدولي للكتاب 2023م.

## نماذج من القصائد الشعرية[2]
قصيدة على قارعة الجحيم
إن كنتَ تسمعني و تنصتُ جيّدا :
.................. " ما عادَ حبُّكَ لي عزيزاً سيّدا "
ما بعتُه أو خنتُه و نسيتُه
..................لكن رفضتُ بأن يكونَ ممجدا
حين ابتدأتَ الصدَّ كنتُ كريمةً
..................و بذلتُ أسباب اللقاءِ بلا هدى
كرّرتَ سحقي قاصداً ، و نبذتني
..................و تزيدُ ناركَ رغبةً و تجدّدا
إن كنتَ تقصدُ أن تميتَ مرافئي
..................فاعلم بأنّكَ قد بلغتَ المقصدا
أو كانَ شنقي ما تريدُ فإنّما
..................يكفي الورودَ لكي تموتَ نوى الندى
أرهقتَ أجنحتي ، تنتّفُ ريشها
..................كيما تعذّبها إذا اتسع المدى
ما كنتَ تملكُ أيَّ عينٍ للرضى
..................هل من صخورٍ قد خُلقتَ و من ردى ؟
قد كنتُ صومعةً تقضُّ هدوءَها
..................حينَ اشتعالِ الضعفِ فيكَ – تعبّدا –
و إذا قويتَ – و قد منحتكَ قوّتي –
..................أصبحتَ نمروداً ، تقطّعني سدى
هل بعدَ هذا قد أعيشُ و أدّعي
..................أن لي حياةٌ تستطيع تمددا
أو أبعثُ الأنفاس بعدَ فنائها
..................لتعودَ تصنعُ للنهاية مَوقدا ؟
كل الجهات كئيبةٌ في سيرها
..................ما دمتَ غاية سيرها و المبتدا
أنا لم أعد أهوى الجحيمَ ، و طبُّه
..................منح الفؤادَ تعفّناً و تمرّدا
قد صرتُ أكرهه ، فما من شهقةٍ
..................إلا و كان لها زفيراً أو صدى
قد متُّ رغم حياة حبك في دمي
..................و أموتُ أكثر ، و استمع لي جيّدا
" سيرُ الملوكِ على القبور تعالياً
..................كالنفخِ في رملٍ " فهل نفعَ الندا ؟
قصيدة أحلام مرفوضة
كم نقطةٍ بيني و بينَكَ صغتُها
لكن عجزتُ بأنْ أكسّر غيرَها
فأحيلها و الوهن ملء سرائري
لفواصلٍ ، ما كنتُ أجهلُ سطرها
قلبي أحبَّكَ منذ أوّل شهقةٍ
بالرغم من نفسٍ تشدّدُ حذرها
إنّ الهوى في عرف قومي قطعةٌ
من نار " عيبٍ " لستُ أقوى جمرها
خبّأتُه ، و البئرُ عطّلها الجوى
و أخافُ حيناً أن تبعثرَ سرَّها
قيدي يغطّي معصمي و مدامعي
لا تحسبنّ الروح ترضى كسرها
لكنّها من خشيةٍ قد تدّعي
أنّ الهوى ما كان يوماً أمرها
و تسير في لجج اصطباري قشَّةً
كان الرمادُ خيوطَها أو حبرَها
حريّتي محدودةٌ و حدودُها
قد رتّبوا قبل الولادةِ عمرها
مهما نطقت فكلُّ صوتٍ موقنٌ
أنّ المنى ضلّت – بقصدٍ – طيرَها
الحلمُ حقٌّ إنْ يوافق شرعَهم
ما خالفتْ أحلامُنا ما ضرّها
أحلامُنا مرفوضةٌ منبوذةٌ
حتّى و إن لم تُبدِ إلا عطرها
ضعْ نقطةً و اترك فراغاً بعدها
و لتكفِني شرَّ الظروفِ و خيرَها
إنّي أحبُّكَ ، إنّ حبَّكَ قاتلي
إن أبصروا يوماً حروفاً جرَّها
ما حيلتي \ لا حيلةٌ \ شُلّتْ يدي
لم يغفلوا خدَر اليدينِ و بتْرها
ضعْ نقطةً \ رحماكَ \ ناري شوكةٌ
محمومةٌ في الصدر تُذكي حرَّها
إنَّ الفواصلَ تستثير مواجعي
قدَرُ الحياةِ بأن أُجرَّعَ مرَّها
نضبتْ مرابعُ غيمنا من مائها
و دخاننا يرنو ليبلُغَ بحرَها
و دخاننا في المهدِ بعدُ ، فلا ترُم
إضرامَه ، لا شيءَ يبلغُ جبرَها
ضعْ نقطةً ، و امحُ الفواصلَ ، و انثني
و اقبل من النفسِ الشقيَّةِ عذرها